# 科爾德邁發電廠
科爾德邁發電廠（法語：Centrale thermique de Cordemais）是法國最大的熱力發電廠，而他也是該國其中一個大型發電廠和歐洲其中一個大型熱力發電廠。他擁有4個發電組，分別為2個600兆瓦的燃煤發電組和2個700兆瓦的燃油發電組，因此其總發電功率為2600兆瓦。該發電廠每年使用1.3至2萬噸煤，而這些煤則是透過大型平底船從南非、波蘭、美國和澳洲運輸和進口，並透過位於布列塔尼地区蒙图瓦尔的碼頭設施來裝卸。
科爾德邁發電廠位於法國西部卢瓦尔河地区大区大西洋盧瓦爾省的科爾德邁，其5.7太瓦·時的年均發電量不但為盧瓦爾河地區提供25%電力，還佔有法國每年熱力發電量當中的三分之一份額。他由法國能源巨頭法國電力公司（法語：Électricité de France）全資擁有，而且亦曾經擁有另一個已在1996年關閉的585兆瓦發電組。此外，科爾德邁發電廠也擁有4個煙囱，當中2個煙囱的高度為220米（720英尺），這使他們在法國最高建築排名中位列第30位。

## 歷史
科爾德邁發電廠在1970年落成啟用，當時他只有一個發電功率為585兆瓦的燃油發電組。該發電廠於1976年得到擴充，並新增了2個700兆瓦的燃油發電組。接著他亦在1983年增加一個600兆瓦的燃煤發電組，並於1984年再度新增一個同樣為600兆瓦的燃煤發電組。他的總發電量曾經達到3185兆瓦，可是當第一部在1970年建成的585兆瓦燃油發電組於1996年被關閉後，其總發電量就被調整到2600兆瓦。